# Афидант
Афидант (на старогръцки: Ἀφείδας, Ἀφείδαντος, Apheidas) в древногръцката митология е име на царете:
- Афидант, син на Аркад, синът на Зевс и Калисто, брат на Елат, Азан и други. Женен е за дриадата нимфа Ерато. Той е след баща си цар на Тегея. Неговите деца са Алей и Стенебея. [1][2][3]

- Афидант, цар на Атина (1149/8 - 1135/4 пр.н.е.), син на Оксинт и внук на Демофонт и Филида. Убит е след една година от брат му Тимет, който се възцарява след това.[4]